# Mimoropica sumatrana
Mimoropica sumatrana är en skalbaggsart som beskrevs av Stefan von Breuning 1942. Mimoropica sumatrana ingår i släktet Mimoropica och familjen långhorningar. Inga underarter finns listade i Catalogue of Life.